# Ipelcé
Ipelcé è un dipartimento del Burkina Faso classificato come comune, situato nella provincia di Bazèga, facente parte della Regione del Centro-Sud.
Il dipartimento si compone del capoluogo e di altri 12 villaggi: Babdo, Bandéla, Banghingo, Guisma, Kactinga, Nacombogo, Narogtinga, Sagabtinga-Yarcé, Sambin, Sandeba, Siltougdo e Zinguedeghin.